# 청주성신학교
청주성신학교는 충청북도 청주시 흥덕구 현암동에 위치한 사립 정서장애 특수학교이다.

## 연혁
- 1989년 3월 21일 : 개교